# Calhandriz
Calhandriz é uma povoação portuguesa do Município de Vila Franca de Xira que foi sede da extinta Freguesia de Calhandriz, freguesia que tinha 7,12 km² de área e 801 habitantes (2011).
A Freguesia de Calhandriz foi extinta (agregada) em 2013, tendo o seu território sido agregado ao das freguesias de Alhandra e São João dos Montes, originando a União das Freguesias de Alhandra, São João dos Montes e Calhandriz, com sede na vila de Alhandra. A antiga Junta de Freguesia de Calhandriz funciona atualmente como delegação da Junta de Freguesia da União de Freguesias de Alhandra, São João dos Montes e Calhandriz.
A Freguesia de Calhandriz era constituída pelas aldeias de Adanaia, Calhandriz, Loureiro, Lugar da Igreja, Lugar do Mato, Mato da Cruz e Pardieiro.

## Etimologia
O nome da freguesia (Calhandriz) é de origem sueva.

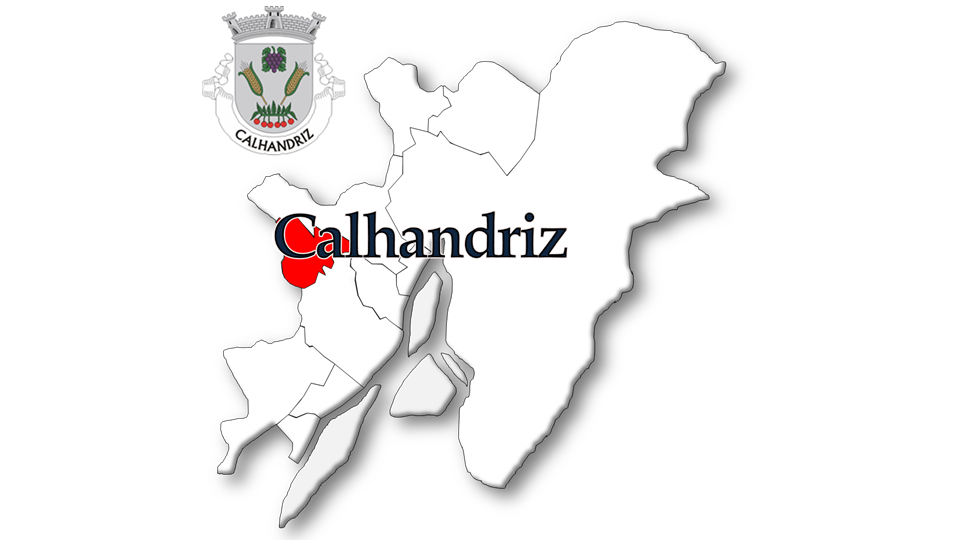
Localização da Freguesia de Calhandriz no Município de Vila Franca de Xira

## Heráldica
Foi elaborada com base no parecer emitido pela Comissão de Heráldica e Genealogia da Associação dos Arqueólogos Portugueses e a aprovação em sessão da Assembleia de Freguesia, efectuada em 26 de Dezembro de 1997.

### Brasão
O brasão é constituído por um escudo em prata, duas espigas de trigo em ouro (folhadas de verda, a da dextra posta em banda e a da sinistra em barra), um cacho de uvas púrpura (folhado de verde em chefe) e um ramo de cerejeira (folhado de verde e frutado de vermelho), em ponta. Possuí uma coroa mural de prata de três torres e um Listel branco, com a legenda (a negro): «CALHANDRIZ».

### Bandeira
De cor púrpura, possui um cordão e borlas de prata e púrpura, e ainda uma haste e lança de ouro.

## História

### Período Romano
O povoamento da Freguesia de Calhandriz iniciou-se muito antes da fundação de Portugal, provavelmente durante o Império Romano, visto encontrar-se uma lápide trabalhada (originária de um edifício do período romano) à direita da entrada da Igreja de S. Marcos.

### Invasões Francesas
Calhandriz é a freguesia, de Vila Franca de Xira, que inclui o maior número de estruturas fortificadas pertencentes às Linhas de Torres Vedras (ao todo 7), que defenderam Lisboa das Invasões Francesas. Estas estruturas foram edificadas entre 1809 e 1812, e terão sido palco de diversas batalhas, como o demonstram os vestígios presentes nos fortes, bem como o Episódio do Vale da Calhandriz.

#### Episódio do Vale da Calhandriz
No dia 16 de Outubro de 1810, o marechal André Masséna deslocou-se ao Vale da Calhandriz, num reconhecimento, onde quase foi atingido por um tiro disparado do forte militar do Reduto Novo da Serra do Formoso. Masséna terá tirado o chapéu e feito uma vénia em sinal de respeito e consideração pela qualidade do atirador, retirando-se de seguida.

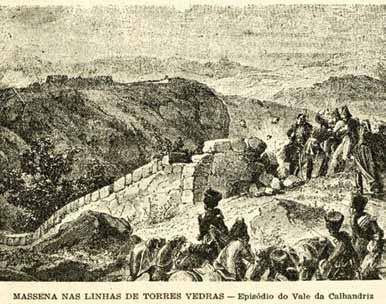
Documento histórico que representa o episódio do Vale da Calhandriz, ocorrido durante as Invasões Francesas a Portugal.

### Século XX

#### Aluimento de Terras de 1979
Em consequência do inverno chuvoso de 1978/1979, que provocou a saturação dos solos e várias inundações por todo o país, deu-se um movimento em massa (nos dias 9, 10 e 11 de Fevereiro de 1979) na freguesia de Calhandriz, que subterrou dezenas de casas nas aldeias da freguesia Calhandriz.
Várias casas desapareceram (levadas pelas terras) e outras ficaram subterradas, deixando apenas as chaminés e o telhado a descoberto. Houve ainda casas que sofreram apenas danos ligeiros (fendas, deslocação e/ou inclinação da casa). Para além de casas, foram também destruídos/danificados poços, muros, postes de electricidade e telefone, e estradas (algumas abriram fendas com cerca de 1 metro de diâmetro).

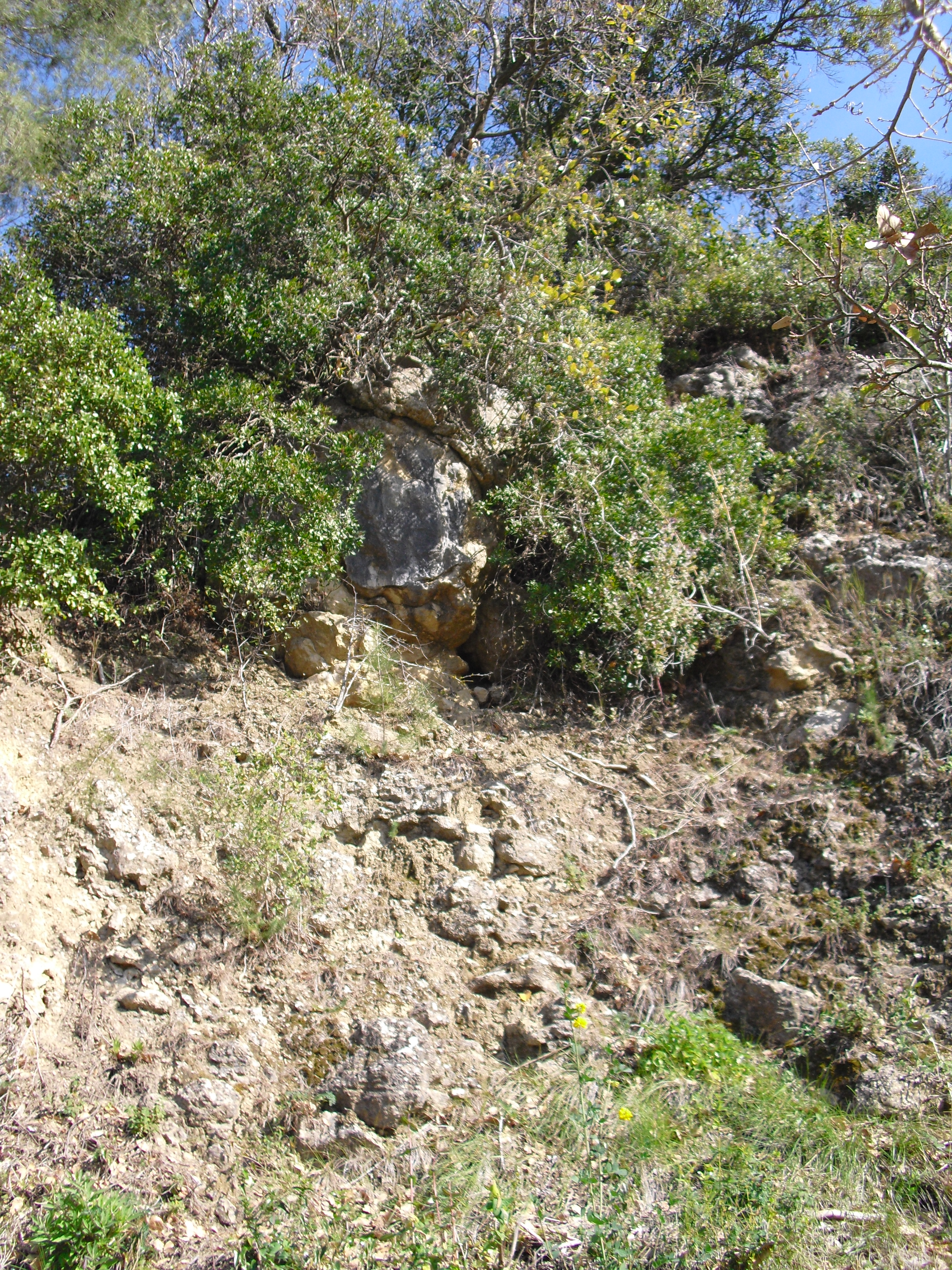
Parte das escarpas formadas em Adanaia, em consequência do movimento em massa de 1979.

Quanto aos danos ambientais, várias toneladas de solo foram arrastadas, bem como árvores e culturas agrícolas. Na aldeia de Adanaia, formaram-se escarpas, em consequência do deslocamento das terras. Por toda a freguesia foram recolhidas toneladas de terra, para desenterrar terrenos, casas e reconstruir estradas.

#### 1997
No ano de 1997 foi inaugurado o edifício da Junta de Freguesia de Calhandriz, que alberga, hoje em dia, a Junta de Freguesia de Calhandriz, a Biblioteca e o posto de correios da freguesia.

### Século XXI
Ao longo da primeira década do século XXI, foram feitas vários trabalhos de requalificação e valorização dos mais diversos espaços e serviços da freguesia de Calhandriz: desde a construção e reabilitação de estradas, à reabilitação da Igreja Matriz de São Marcos.

#### 2003-2005
Entre os anos de 2003 e 2005 deu-se a construção (e posterior abertura em 2005) do troço Bucelas-Arruda dos Vinhos da A10, a autoestrada que atravessa parte da freguesia de Calhandriz, servindo-a através do nó de Arruda dos Vinhos, a cerca de 5km da aldeia de Calhandriz.

#### 2013
O Governo de Portugal decreta a extinção da freguesia de Calhandriz e a sua agregação na nova União de Freguesias de Alhandra, São João dos Montes e Calhandriz.
Também neste ano, foi construida uma linha de muito-alta tensão, que atravessa a freguesia de Calhandriz.

## Religião
Calhandriz foi uma freguesia fortemente ligada à Igreja Católica, tendo por orago São Marcos. A freguesia possuí uma igreja com o mesmo nome do orago.
Nos Jardins da Junta de Freguesia, encontra-se a estátua do Bispo do Algarve (Bispo D. Francisco Gomes do Avelar), a personalidade mais ilustre da freguesia.

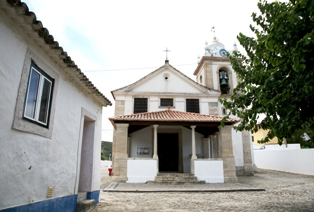
Igreja de S. Marcos, a única igreja da freguesia de Calhandriz.

## Património
Apesar da escassez de vestígios arqueológicos, a freguesia de Calhandriz possuí algum património edificado.
São de destacar: a Igreja Matriz de S. Marcos, a estátua do Bispo D. Francisco Gomes de Avelar, o Cruzeiro, o Chafariz do Caminho do Jogo, os fortes militares das Linhas de Torres Vedras, os Moinhos do Chão da Vinha e o edifício das colectividades. 
Fazem ainda parte do património vários jardins e parques, bem como tanques e lavadouros públicos.

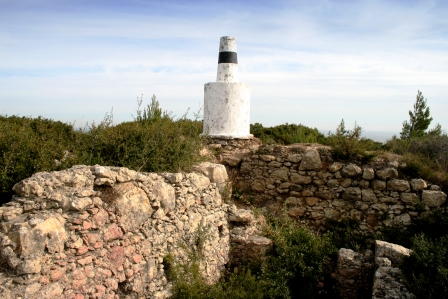
Um dos muitos Fortes das Linhas de Torres Vedras localizado na freguesia de Calhandriz.

### Fortes Militares das Linhas de Torres Vedras
Existem, na antiga freguesia, sete fortes militares das Linhas de Torres Vedras, tendo sido edificados entre 1809 e 1812, com o objectivo de defender a cidade de Lisboa das Invasões Francesas .
Os fortes militares existentes são os seguintes :
- Forte 1.º da Calhandriz ou dos Brogados (Obra Militar n.º 121) [7];
- Forte 2.º da Calhandriz ou do Cabeço (Obra Militar n.º 122) [8];
- Forte 3.º da Calhandriz (Obra Militar n.º 123) [9];
- Forte da Calhandriz ou do Chão da Oliveira (Obra Militar n.º 7) [10];
- Forte/Reduto Novo da Costa da Freira (Obra Militar n.º 117) [11];
- Forte/Reduto Novo da Serra do Formoso (Obra Militar n.º 120) [12];
- Forte da Serra do Formoso (Obra Militar n.º 5) [13].

Os fortes militares Reduto Novo da Costa da Freira, Reduto Novo da Serra do Formoso, Forte da Serra do Formoso e os Fortes 1.º e 2.º da Calhandriz encontram-se todos em bom estado de conservação. Os fortes militares podem ser facilmente visitados através das estradas municipais e militares existentes, existindo alguns caminhos pedestres que passam perto dos mesmos.

## Gastronomia
A gastronomia é um dos principais cartões de visita da freguesia, na qual existem vários restaurantes excelentes na confecção de pratos regionais. Na Calhandriz podemos encontrar dos melhores restaurantes e pratos gastronómicos da região de Lisboa e Vale do Tejo.
Todos os anos a freguesia recebe imensos turistas que a visitam para saborear uma simples refeição.

## Turismo
A beleza natural e a paisagem verdejante da Calhandriz são um cartaz apelativo à sua contemplação e ao desenvolvimento de actividades de lazer, desporto ou convívio ao ar livre. Devido a esta sua paisagem campestre e rural (onde abunda o ar "puro", a vegetação e o sossego), a freguesia tem um excelente potencial nas áreas do turismo rural e do turismo de natureza.
Calhandriz é um excelente local para passear a pé ou de bicicleta, existindo diversos percursos pedestres pela freguesia, bem como um percurso natural do concelho de Vila Franca de Xira (que atravessa a freguesia de Calhandriz), que pode ser percorrido a pé ou de bicicleta. 

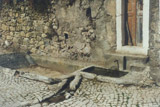
Inserido na povoação de Calhandriz, esta fonte pitoresca cheia de ruralidade, confere um excelente interesse paisagístico à aldeia de Calhandriz. Desconhece-se a época de construção da fonte.

## Desporto

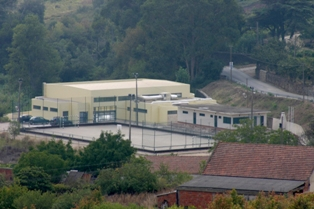
Vista aérea sobre o Ringue Desportivo e a Piscina Municipal da freguesia de Calhandriz.

A Freguesia possuí uma piscina municipal e um ringue desportivo (a descoberto) para a prática de desporto por parte da população.
Os jardins da Junta de Freguesia possuem equipamentos para a prática de exercício físico por parte dos seus visitantes.

## Transportes e Rede de Estradas

### Autocarro
A freguesia de Calhandriz é servida por duas carreiras efectuadas pela empresa Boa Viagem :
- 57: Alverca (Estação) ↔ Sobral de Monte Agraço (via Calhandriz);
- 58: Alverca (Estação) ↔ A-de-Mourão.

Ambas as carreiras estão incluídas nos passes "Navegante Municipal Vila Franca de Xira" e "Navegante Metropolitano", sendo que a 58 está incluída na totalidade do percurso, enquanto a 57 apenas está incluída até aos limites do concelho de Vila Franca de Xira (cruzamento do Bulhaco).
Em conjunto, as duas carreiras servem as localidades de Adanaia, Calhandriz, Loureiro, Lugar do Mato e Pardieiro.

### Rede de Estradas
A Freguesia é servida pela Estrada Nacional 10-6 (também conhecida por "Estrada da Arruda"), por diversas estradas municipais, caminhos públicos e estradas militares, bem como pela autoestrada A10.

## Imagens do Movimento em Massa de 1979

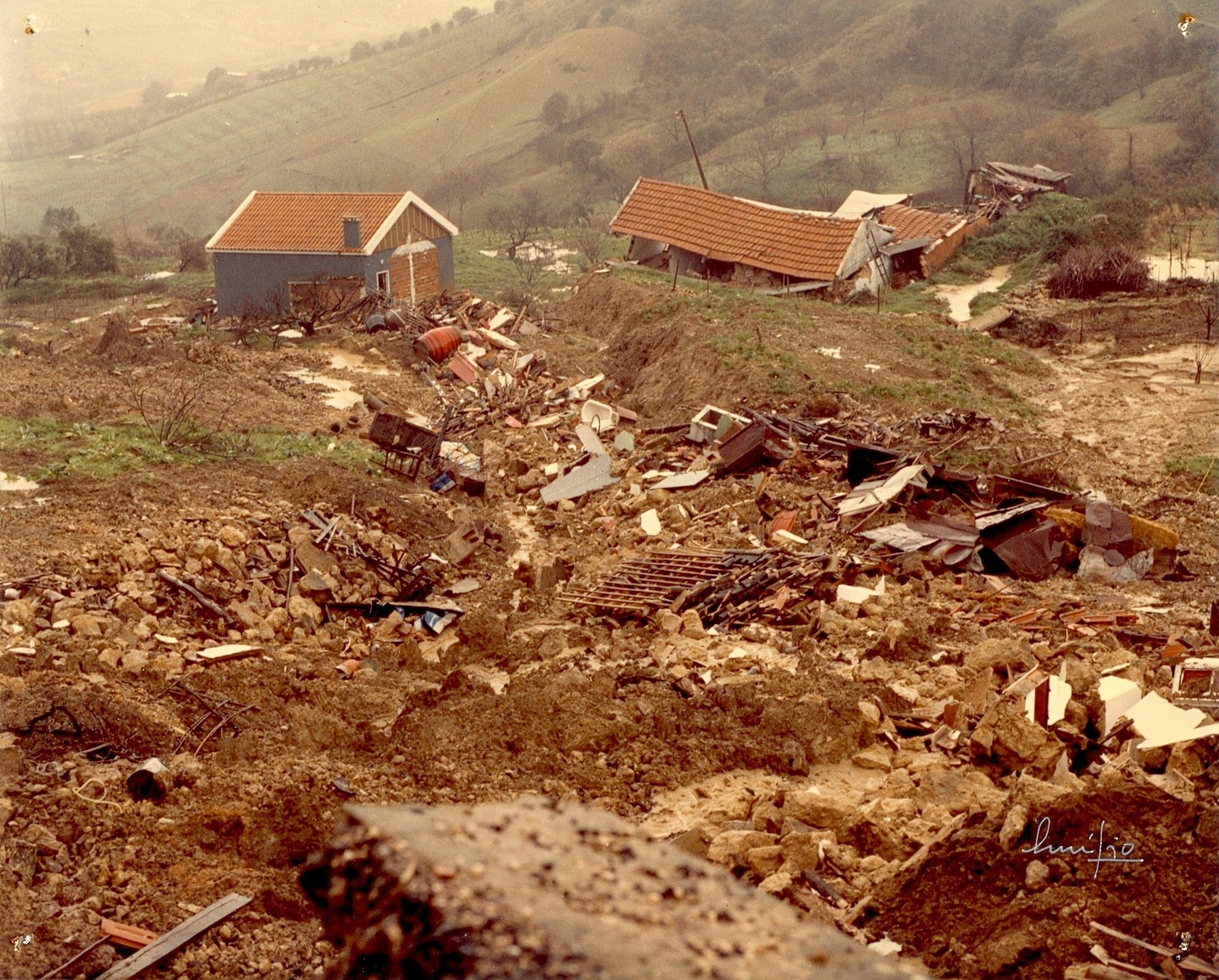
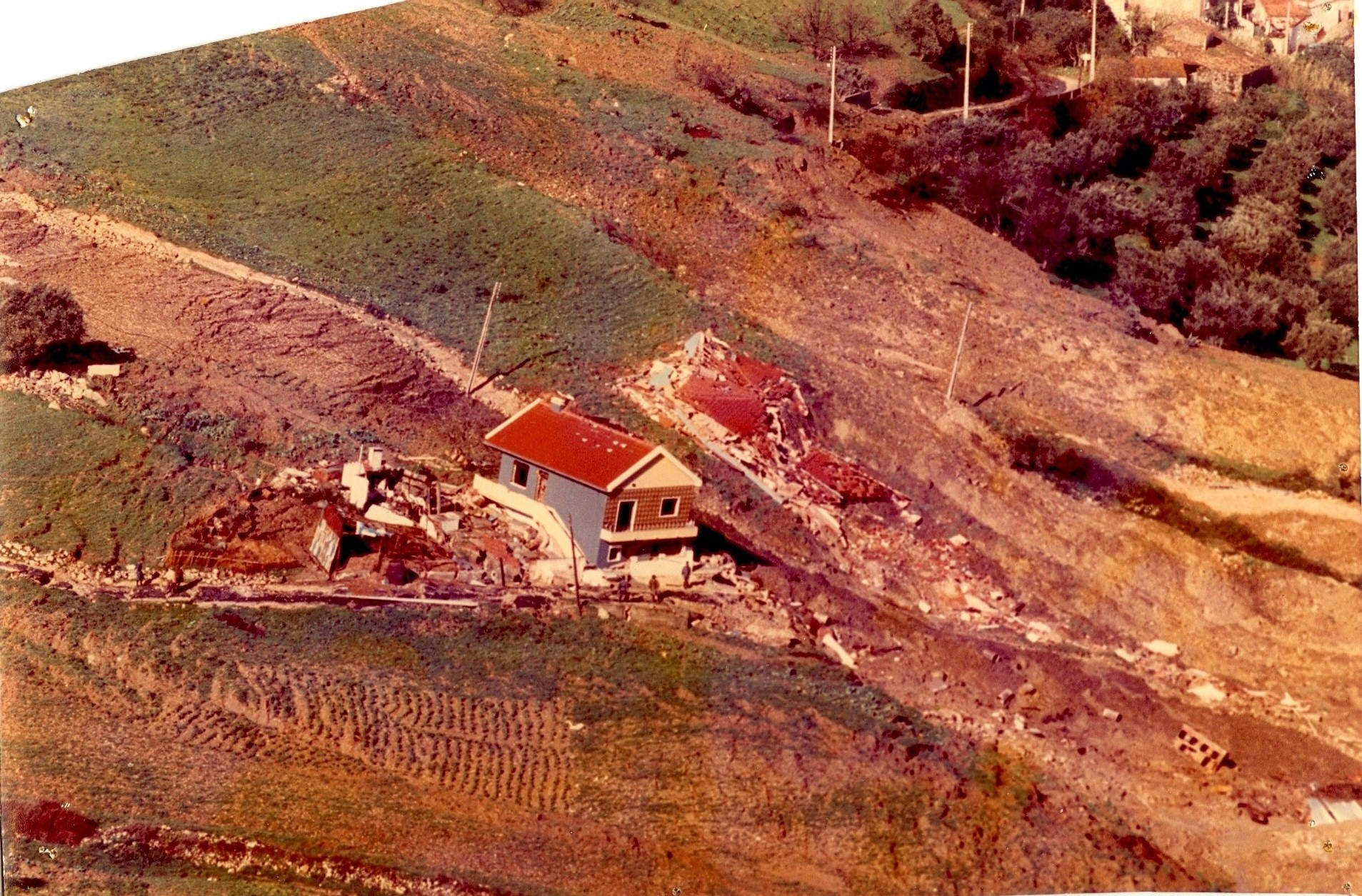
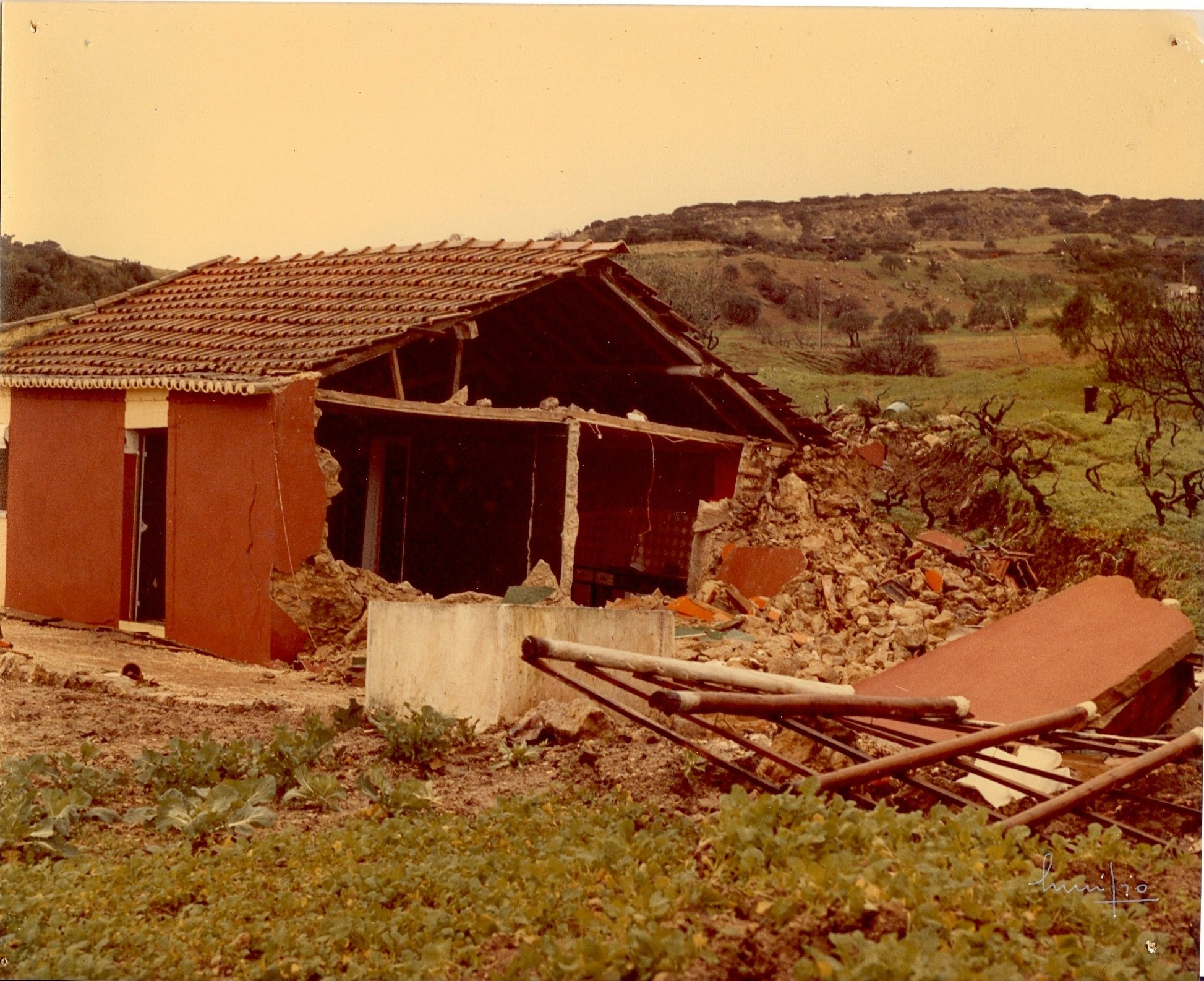
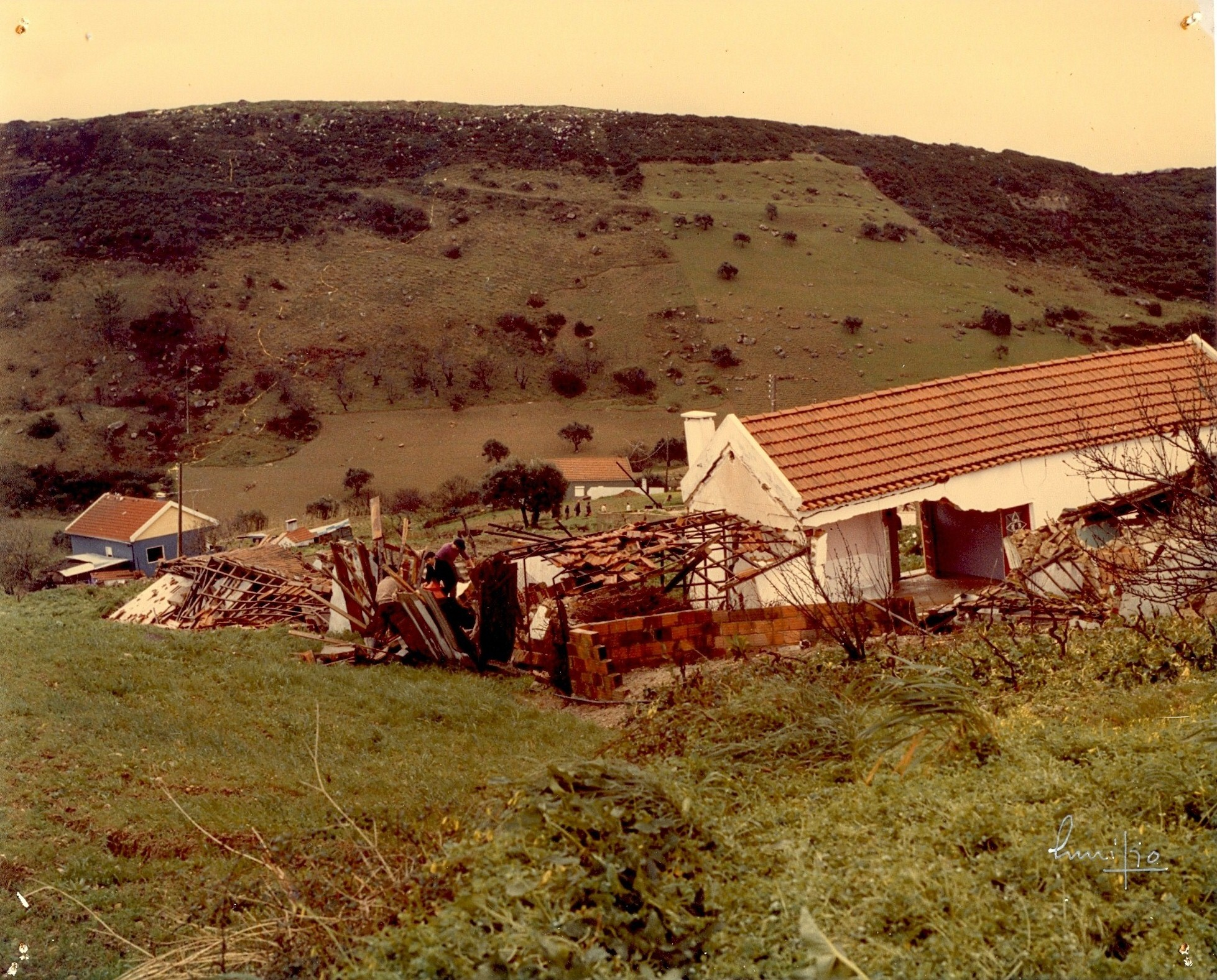
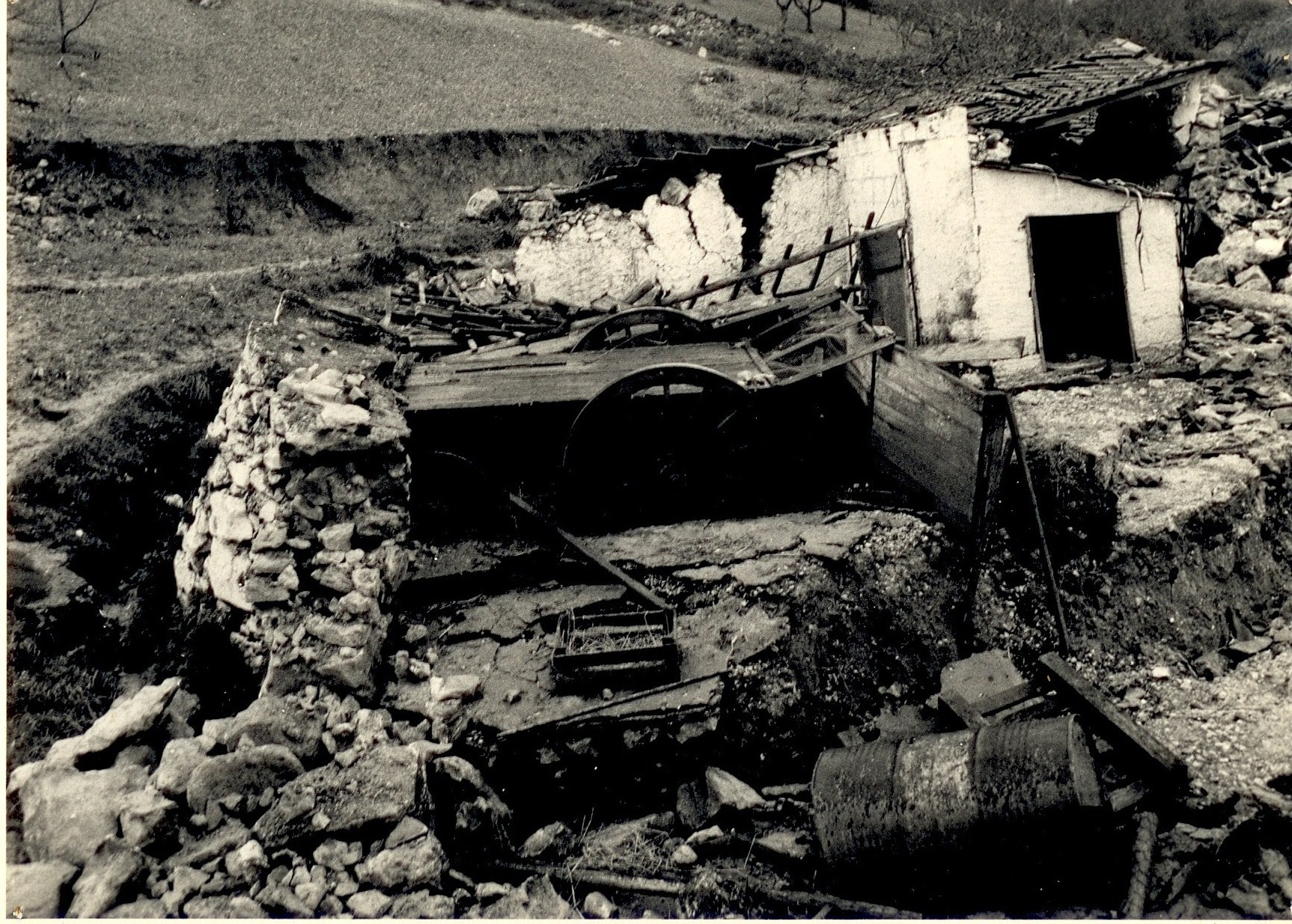

## População

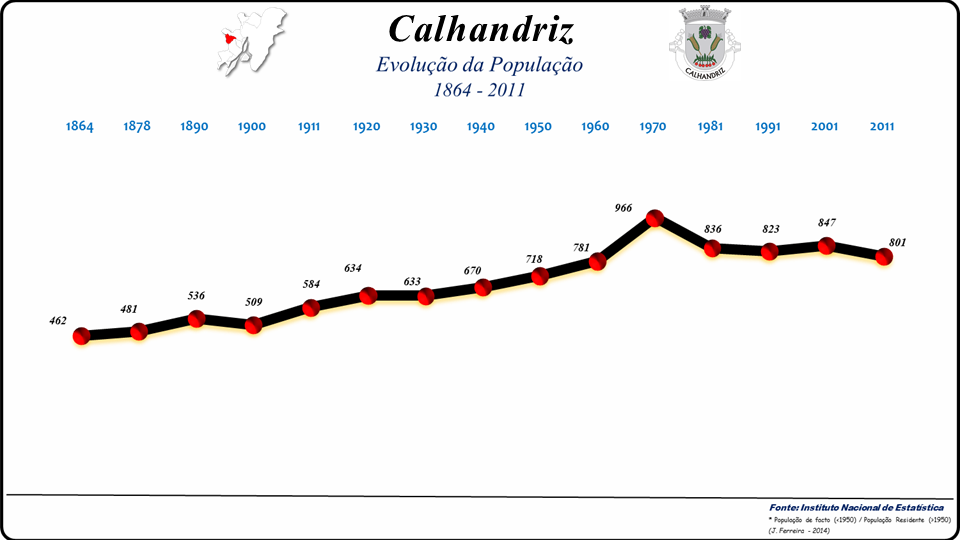
Evolução da População 1864 / 2011

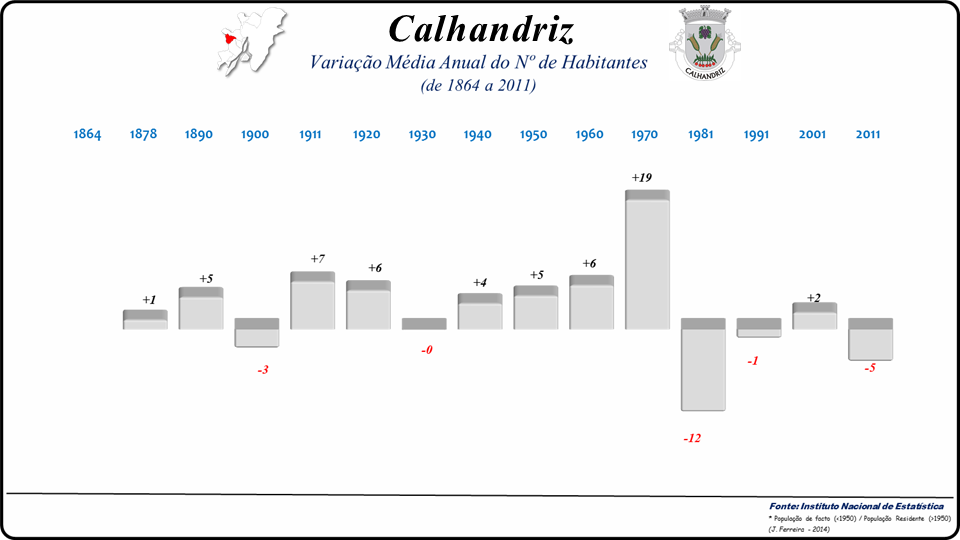
Variação da População 1864 / 2011

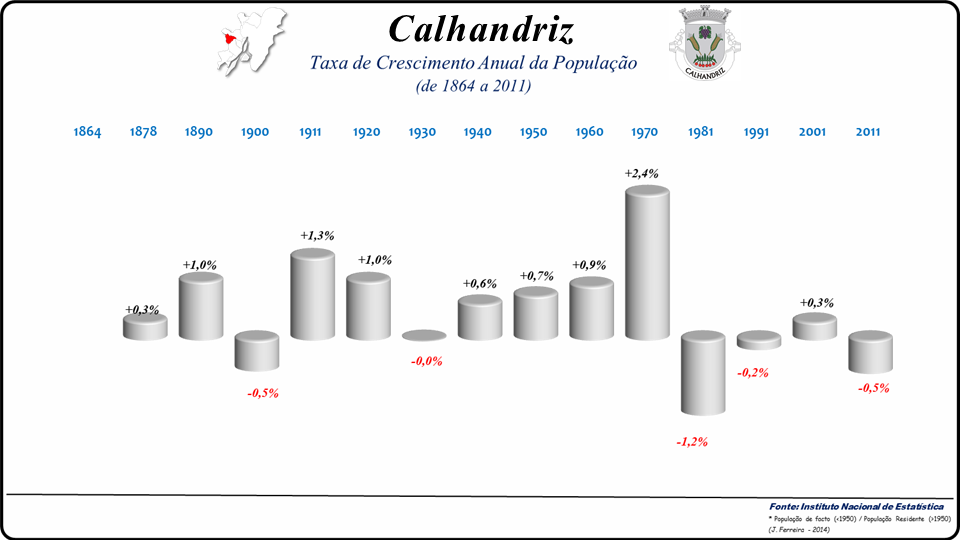
Variação da População 1864 / 2011

| População da freguesia de Calhandriz | População da freguesia de Calhandriz | População da freguesia de Calhandriz | População da freguesia de Calhandriz | População da freguesia de Calhandriz | População da freguesia de Calhandriz | População da freguesia de Calhandriz | População da freguesia de Calhandriz | População da freguesia de Calhandriz | População da freguesia de Calhandriz | População da freguesia de Calhandriz | População da freguesia de Calhandriz | População da freguesia de Calhandriz | População da freguesia de Calhandriz | População da freguesia de Calhandriz |
| ------------------------------------ | ------------------------------------ | ------------------------------------ | ------------------------------------ | ------------------------------------ | ------------------------------------ | ------------------------------------ | ------------------------------------ | ------------------------------------ | ------------------------------------ | ------------------------------------ | ------------------------------------ | ------------------------------------ | ------------------------------------ | ------------------------------------ |
| 1864                                 | 1878                                 | 1890                                 | 1900                                 | 1911                                 | 1920                                 | 1930                                 | 1940                                 | 1950                                 | 1960                                 | 1970                                 | 1981                                 | 1991                                 | 2001                                 | 2011                                 |
| 462                                  | 481                                  | 536                                  | 509                                  | 584                                  | 634                                  | 633                                  | 670                                  | 718                                  | 781                                  | 966                                  | 836                                  | 823                                  | 847                                  | 801                                  |

;
;
;